# Spilkischte
Spilkischte war der Name des heutigen Vorstadttheaters in Basel, das 1974 gegründet wurde.
Es war das erste ganzjährig spielende Theater für Kinder in der Schweiz. Von vornherein funktionierte das Theater als eine Art Kollektiv ohne hierarchische Strukturen. Das jeweilige Ensemble fungierte gleichzeitig als künstlerische und organisatorische Leitung.
Bereits im ersten Jahr seiner Existenz ging das Team einerseits mit seinen Stücken auf Tournee und lud andererseits andere Gruppen zu Gastspielen ein, denn das Theater Spilkischte legte von Anfang an Wert auf einen eigenen Theaterraum.
Mangels geeigneter Stückvorlagen begann das Team bald, eigene Ideen zu Stücken zu verarbeiten. So entstanden in den ersten Jahren viele ungewöhnliche Theaterstücke, die zwar in Basel und auf Tournee erfolgreich waren, aber nie den Sprung in einen Theaterverlag schafften.
Gründer des Theaters waren damals Gerd Imbsweiler und Ruth Oswalt. Beide kamen vom Theater Basel und hatten aufgrund ihrer Erfahrungen im Stadttheater, Lust und Motivation, ein eigenes Theater zu gründen.
1987 erhielt das Theater Spilkischte überraschend den Kunstpreis der Stadt Basel. Bis 1999 firmierte das Theater unter dem Namen «Theater Spilkischte». Danach wurde der weniger programmatische Name «Vorstadttheater Basel» gewählt.